# هايلاند فيلدج (تكساس)
هايلاند فيلدج (بالإنجليزية: Highland Village)‏ هي مدينة أمريكية تقع في ولاية تكساس.تبلغ مساحة هذه المدينة 16.6 (كم²)،ويبلغ عدد سكانها 15056 نسمة حسب إحصاء سنة 2010 م.

## أعلام
- ماسون كوكس